# Топалов, Владислав Михайлович
Владисла́в Миха́йлович (Влад) Топа́лов (род. 25 октября 1985, Москва, СССР) — российский поп-R&B-певец, танцор, актёр и бизнесмен. Солист группы «Smash!!».
Топалов получил популярность как исполнитель русской и англоязычной поп-музыки и кумир подростков 2000-х годов. Музыкальные хиты Топалова (такие как «Мечта», «За любовь», «Perfect Criminal») на протяжении долгого времени находились в музыкальных чартах на радио и телевидении. Журналисты часто сравнивали Влада Топалова с американским исполнителем Джастином Тимберлейком и с актёром Дрейком Беллом.

## Биография
Владислав Топалов родился 25 октября 1985 года в Москве. Мальчик изначально имел маленький рост и вес, что было нормальным в его семье. Несмотря на невысокий рост, семья Топаловых имела приличный вес в обществе из поколения в поколение благодаря музыке. Известен тот факт, что ещё прапрадед Влада был вхож в круг культурной элиты музыкантов своего времени, имел свой карьерный рост в этом деле и уважаемый вес в обществе.
С детства занимался музыкой, окончил музыкальную школу по классу скрипки. В семье Топаловых интерес к музыке был наследственным. Отец Михаил Топалов (род. 1960) также окончил музыкальную школу и училище искусств по классу фортепиано; ещё школьником играл в рок-группах в Ростове-на-Дону, Москве, Санкт-Петербурге. Мать Татьяна Анатольевна была историком-архивариусом.
В 1991 году Топалов вместе с младшей сестрой Алиной поступил в детский музыкальный ансамбль «Непоседы» под руководством Елены Пинджоян. Постоянной партнёршей Топалова по дуэтам стала Юля Малиновская — будущая ведущая детского музыкального телевизионного конкурса «Утренняя звезда». В том же коллективе выступали и будущие солистки группы «Тату» — Елена Катина и Юлия Волкова.
За 10 лет в составе группы «Непоседы» участвовал в музыкальных фестивалях Италии, Болгарии, Японии, Норвегии и побеждал в детских музыкальных конкурсах, таких как «Утренняя звезда», «Браво Брависсимо» и др.
С 1994 года учился в колледже в Великобритании, где провёл почти три года. В 1997 году в возрасте 12 лет окончательно вернулся в Москву. В 2002 году окончил школу № 1234 с углублённым изучением английского и немецкого языков.
Покинув ансамбль «Непоседы», Топалов вместе со своим другом, также участником ансамбля, Сергеем Лазаревым записал несколько песен, среди которых ария «Belle» из мюзикла «Notre Dame de Paris».
Когда Владу исполнилось 15 лет, его родители развелись. Мальчик остался жить с отцом, а мать забрала с собой дочь Алину. Впоследствии Татьяна Анатольевна вышла замуж повторно, и у Владислава в 2008 году родилась единоутробная сестра Анна.
Летом 2000 года Михаил Топалов предложил своему другу Вадиму Андрееву, джазовому музыканту, сделать новые аранжировки записей ансамбля «Непоседы» и выпустить юбилейный диск к десятилетию ансамбля. Михаил Топалов и Андреев начали работу над этим сборником, а Влад Топалов с Сергеем Лазаревым параллельно готовили сюрприз к сорокалетию отца Влада — запись баллады «Belle». Из двух подарков и возникла группа.
Официальным днём рождения для коллектива стало 19 декабря 2001 года, когда был подписан контракт на записи альбомов. Тогда песня «Belle» попала в ротацию на радиостанцию, благодаря чему на молодых исполнителей обратил внимание генеральный директор компании «Universal Music Russia» Дэвид Джанк. Таким образом, в декабре 2001 года Топалов в составе дуэта Smash!! подписал контракт с компанией «Universal Music Russia».
В апреле 2002 года Smash!! сняли свой первый клип на песню «Should Have Loved You More». Композиция имела большой успех и очень скоро на радиостанциях появились два новых сингла группы — «Молитва» и «Freeway». В августе группа заняла первое место в конкурсе молодых исполнителей в Юрмале «Новая волна».
В 2002 году Топалов поступил на юридический факультет РГГУ. В марте 2003 года вышел первый альбом группы «Smash!!» под названием «Freeway», который стал популярным не только в России и странах СНГ, но и в Юго-Восточной Азии. Альбом приобрёл статус платинового и выдержал два переиздания. Общее количество проданных копий альбома составило 1 миллион экземпляров.
В декабре 2004 года вышел последний альбом группы Smash!! под названием 2nite. Сразу после выхода альбома появилась информация о том, что дуэт распался. Поводом тому стал уход из коллектива Сергея Лазарева.
Зимой 2006 года Топалов подписал контракт с компанией «Граммофон Мьюзик» и приступил к записи своего сольного альбома. 18 апреля вышел первый сольный альбом Топалова «Одинокая звезда». Над его созданием работали продюсеры «Ego Works» Роман Бокарев и Михаил Мшенский. Летом, будучи студентом 5-го курса РГГУ, Топалов защитил дипломную работу на тему «Правовое регулирование авторского права в Российской Федерации» и получил диплом юриста.
17 ноября 2006 года Топалов дал свой первый большой сольный концерт в Лужниках под названием «Одинокая звезда». Почти трёхчасовое шоу посетили более 8 тысяч зрителей.
В феврале 2007 года в передаче «Человек и закон», а затем в мае 2008 года в интервью газете «Московский комсомолец» Влад Топалов завил, что с января 2004 года, когда ему было 18 лет, в течение 4 лет он принимал наркотики и находится в состоянии борьбы с зависимостью. Это стало причиной проблем со здоровьем, ссоры с отцом и косвенной причиной распада группы «Smash!!».
Весной 2007 года Влад Топалов в рамках нового проекта Первого канала смог примерить боксёрские перчатки. Он и другие «звёздные» участники сошлись в бою в программе «Король ринга».
В апреле 2007 года Топалову был вручён орден «Святой Софии». В феврале 2008 года Топалов стал лауреатом Национальной Общественной Премии «Пламенеющее сердце», которое ему вручили в Государственном Кремлёвском дворце за вклад в развитие российского музыкального искусства, формирование культурной среды и творчества, присуждающейся Международной академией культуры и искусства.
17 апреля 2008 года на лейбле «Никитин» вышел второй сольный альбом Топалова «Пусть сердце решает». Запись песен проходила в Майами на студии Hit Factory Criteria и в Москве на студиях Fantasy Sound и Vi Sound. В 2010 году играл в спектакле «Результат на лицо». Гастроли театральной труппы прошли во всех крупнейших городах СНГ.
В 2011 году вышел фильм «Неадекватные люди», в котором Топалов сыграл эпизодическую роль. В том же году певец принял участие в шоу «Народная звезда» (Украина) с начинающей певицей Ольгой Мельник, выступил на конкурсе «Мисс Россия 2011». Дефиле купальников прошло под песню Влада «Глаза цвета неба». В 2013 году снялся в эпизодической роли сериала «Деффчонки», в 2015 — выпустил клип на песню «Отпусти».
В 2014 году музыкант выпустил радиосингл «Без тормозов». Среди дуэтов, в которых участвовал Топалов, особой популярностью пользовался трек «И любовь». Его певец исполнил с Машей Вебер.
В 2015 году в радиоротацию вышла запись новой песни Влада Топалова «Отпусти», позже появился и видеоклип на эту композицию. В этом же году музыкант презентовал видео на композицию «Тесные связи», записанную в дуэте с Kristelle. На сегодня Топалов выпустил в составе группы и сольно десятки музыкальных клипов.
В 2015 году Топалов попробовал себя в новом амплуа, став участником проекта «Точь-в-точь». Певец убедительно перевоплощался в артистов прошлого и настоящего. В его исполнении зрители увидели таких звёзд, как Рики Мартин, Джим Керри, Юрий Антонов, Надежда Кадышева. Вместе с Егором Кридом он исполнил хит «Самая-самая».
В марте 2017 года артист выпустил новую песню «Достало» и снял клип на эту композицию. Хоть Топалов и пообещал не отзываться плохо об экс-супруге, поклонники уверены, что рефрен песни «Достала меня» обращён к его бывшей жене.
Среди ярких появлений артиста на большой эстраде числился концерт в честь Дня Победы 2019 года, на котором выступили также группа «321», Юлия Савичева, Стас Костюшкин, Глеб Матвейчук.
Весной 2020 года участвовал в шоу «Маска» в образе Панды и был разоблачён в восьмом выпуске, занял тем самым 5-е место. В конце того же года принял участие в шоу «Ледниковый период», где выступал с олимпийской чемпионкой Еленой Ильиных. Соперниками пары стали Ольга Бузова, Регина Тодоренко, Роман Костомаров и другие звёзды спорта и шоу-бизнеса.
В декабре 2021 года Сергей Лазарев и Влад Топалов записали трек «Новый год».
В начале 2022 года Влад озадачил поклонников своими жизненными целями. Он оговорился, что музыка остаётся в его судьбе, но при этом артист решил получить финансовое образование и начать развиваться в области технологии блокчейна. Спустя некоторое время певец стал организовывать онлайн-общение с аудиторией по поводу криптовалют, знакомя подписчиков с особенностями заработка на финансовых рынках.
Влад Топалов — член Общественного Совета Молодой гвардии Единой России.
В 2023 году принял участие в 3-м выпуске шоу «Конфетка» на телеканале «ТНТ» в дуэте с Региной Тодоренко, где они одержали победу.
В сентябре 2023 года стал участником второго сезона шоу «Новые Звёзды в Африке» на ТНТ.
Также в 2023 году был участником реалити-шоу Павла Воли и Ляйсан Утяшевой «Выжить в Самарканде», которое вышло на ТНТ в январе 2024 года.

## Личная жизнь
- Первая жена (с 18 сентября 2015 по 9 марта 2017) — Ксения Данилина (род. 17 ноября 1988)[6][7].
- Вторая жена (с 25 октября 2018) — Регина Тодоренко (род. 14 июня 1990), певица, телеведущая. Весной 2018 года Топалов принял участие в проекте «Орёл и решка. Россия», где стал соведущим Тодоренко. Тогда же стало известно о романе между ними.
  - Сын — Михаил (род. 5 декабря 2018).
  - Сын — Мирослав (род. 15 июля 2022)[8].

Также певица Валерия рассказала что Регина и Влад ждут третьего ребёнка. 
В детстве играл в регби, также увлекается теннисом, волейболом, футболом и горными лыжами.
В мае 2019 года попал в аварию во время поездки в аэропорт за женой и сыном. Автомобиль Топалова подрезали, но в ДТП никто не пострадал.

## Семья
- Отец Михаил Топалов (род. 13 сентября 1960) — бизнесмен, продюсер.
  - Единокровная сестра Ника (род. 30 августа 2011).
- Мать Татьяна Анатольевна (по первому мужу Топалова) (род. 15 марта 1961) окончила Историко-архивный институт[11][12].
  - Единоутробная сестра Анна (род. в январе 2008).

- Сестра Алина Топалова (16 сентября 1988)[12].

Крёстный — Александр Александрович Лазарев.

## Альбомы и гастрольные туры
Альбомы
- 2006 — Одинокая звезда
- 2008 — Пусть сердце решает
- 2008 — I Will Give It All To You

Стадионные туры
- Одинокая звезда (7 июля 2006 — 20 марта 2007)
- Пусть сердце решает (10 декабря 2008 — 12 августа 2009)

## Радиосинглы
- 2002 — Молитва (в составе «Smash!!»)
- 2003 — Freeway (в составе «Smash!!»)
- 2004 — The One To Cry (в составе «Smash!!»)
- 2004 — Obsession (в составе «Smash!!»)
- 2004 — Faith (в составе «Smash!!»)
- 2004 — Мечта (в составе «Smash!!»)
- 2005 — Возвращайся домой
- 2005 — Мечта
- 2005 — The Dream
- 2005 — Как же так может быть
- 2006 — За любовь
- 2006 — Я с тобой
- 2006 — Новая осень (дуэт с Анной Нова)
- 2007 — Небо #7 (дуэт с Домиником Джокером)
- 2007 — Цунами (дуэт с Ренатой Пиотровски)
- 2008 — Не вернуться
- 2008 — Найду тебя (дуэт с Yasha)
- 2008 — Perfect Criminal
- 2008 — Глаза цвета неба
- 2009 — Satisfied
- 2010 — Ты не одна
- 2010 — Горизонты
- 2010 — Сочи (дуэт с Натальей Фироновой и Лаурой Алпатовой)
- 2010 — Make You Mine
- 2012 — I Don`t Care (дуэт со Стасом Шуринсом)
- 2014 — Без тормозов
- 2015 — Отпусти
- 2016 — Параллельная (acoustic)
- 2018 — Там где ты
- 2020 — Часовые пояса (дуэт с Региной Тодоренко)

## Видеография
| Год                    | Клип                                                         | Режиссёр                     | Альбом                             |
| В составе дуэта Smash‼ | В составе дуэта Smash‼                                       | В составе дуэта Smash‼       | В составе дуэта Smash‼             |
| ---------------------- | ------------------------------------------------------------ | ---------------------------- | ---------------------------------- |
| 2002                   | «Should Have Loved You More»                                 | неизвестно                   | «Freeway»                          |
| 2002                   | «Belle»                                                      | Фёдор Бондарчук              | «Freeway»                          |
| 2003                   | «Talk to Me»                                                 | Георгий Тоидзе               | «Freeway»                          |
| 2003                   | «Freeway»                                                    | Елена Кипер                  | «Freeway»                          |
| 2004                   | «The One to Cry»                                             | Григорий Константинопольский | «Freeway»                          |
| 2004                   | «Faith»                                                      | Eric Zho                     | «2Nite»                            |
| Сольная карьера        |                                                              |                              |                                    |
| 2005                   | «The Dream»                                                  | Alex Vlastin                 | «Одинокая звезда»                  |
| 2005                   | «Как так может быть»                                         | Андрей Сергеев               | «Одинокая звезда»                  |
| 2006                   | «За любовь»                                                  | Алексей Голубев              | «Одинокая звезда»                  |
| 2006                   | «Новая осень» (feat. Анна Нова)                              | Андрей Сергеев               | без альбома                        |
| 2007                   | «Небо № 7» (feat. Доминик Джокер)                            | Алексей Голубев              | «Пусть сердце решает»              |
| 2007                   | «Цунами» (feat. Рената Пиотровски)                           | Хиндрек Маасик               | без альбома                        |
| 2007                   | «I Will Give It All to You» (feat. Mýa)                      | Malcolm Jones                | «Пусть сердце решает»              |
| 2008                   | «Найду тебя» (feat. Yasha)                                   | Malcolm Jones                | «Пусть сердце решает»              |
| 2008                   | «Perfect Criminal»                                           | Константин Черепков          | без альбома                        |
| 2009                   | «Satisfied»                                                  | Константин Черепков          | без альбома                        |
| 2010                   | «Горизонты»                                                  | Константин Черепков          | без альбома                        |
| 2010                   | «Сочи» (feat. Наталья Фиронова & Лаура Алпатова)             | Александр Игудин             | без альбома                        |
| 2011                   | «Make You Mine»                                              | Константин Черепков          | без альбома                        |
| 2011                   | «Ты придёшь»                                                 | Константин Черепков          | «Пусть сердце решает»              |
| 2012                   | «Научиться без тебя дышать»                                  | Влад Топалов                 | без альбома                        |
| 2014                   | «Без тормозов»                                               | Мария Скобелева              | без альбома                        |
| 2015                   | «Отпусти»                                                    | Мария Скобелева              | без альбома                        |
| 2015                   | «Тесные связи» (Kristelle feat. Влад Топалов)                | Мария Скобелева              | без альбома                        |
| 2016                   | «Параллельные»                                               | Алексей Куприянов            | без альбома                        |
| 2017                   | «Достала меня»                                               | Алексей Голубев              | без альбома                        |
| 2018                   | «Там, где ты»                                                | Corona                       | без альбома                        |
| 2020                   | «Песенка Панды и Попугая (Мир обнять)» (feat. Анна Плетнёва) | Костя Кочубей                | без альбома                        |
| 2023                   | «Я не верю больше твоим словам» (feat. Регина Тодоренко)     | Мария Зубарева               | «Шоу „Конфетка“ на ТНТ (Выпуск 3)» |

## Фильмография
В сериалах «Зайцев+1» и «Золотые» Топалов появлялся в роли самого себя.
Задействован в сериалах «Клуб» и «Девушка-сплетница».
В фильме «Неадекватные люди» Топалов исполнял песню «Satisfied» в ночном клубе.
В сериале «Деффчонки» Топалов снялся в третьем сезоне восьмой серии.
В 2012 году снялся в серии сериала «Петрович» в роли Сергея Аронина.

## Телевидение
- 2007 — «Человек и закон»
- 10 июля 2008 — «Суд присяжных» (потерпевший)
- 2017 — «Секрет на миллион»
- 2015 — «Точь-в-точь»
- 2020 — «Маска»
- 2020 — «Ледниковый период-7»

## Достижения
- 2002 — первое место в международном музыкальном конкурсе «Новая волна» (Латвия) (в составе «Smash!!»).
- 2003 — премия Муз-ТВ в номинациях «Открытие года» и «Лучшее европейское звучание» (в составе «Smash!!»).
- 2003 — премия «Евро-хит» радио «Европа Плюс» (в составе «Smash!!»).
- 2003 — премии «Золотой граммофон», «Стопудовый хит», «Love Radio», «Звуковая дорожка» (в составе «Smash!!»).
- 2004 — премии «Золотой граммофон», «Стопудовый хит», «Звуковая дорожка» (в составе «Smash!!»).
- 2004 — премия телеканала MTV Russia Music Awards в номинации «Лучший поп-проект» (в составе «Smash!!»).
- 2005 — премия «Золотая пчела» в номинации «Лучшая группа» (в составе «Smash!!»).
- 2005 — премия « MTV News block» в номинации «Лицо года»
- 2006 — премия « MTV News block» в номинации «Лицо года»
- 2006 — премия телеканала MTV Russia Music Awards в номинации «Живи!» (борьба с ВИЧ/СПИДом).
- 2006 — премия «Love Radio» в номинации «Любимый поп альбом»
- 2006 — премия «Fashion Like MTV» в номинации «Мужчина года»
- 2006 — премия «Европа Плюс» в номинации «Зрительская симпатия»
- 2007 — премия «СТС LIVE MUSIC» в номинации «Американское звучание»
- 2007 — Журнал «Bravo» в номинации «Исполнитель года»
- 2007 — орден «Святой Софии»
- 2008 — премия «Пламенеющие сердца»
- 2008 — премия «Love Radio Awards» в номинации «Кумир молодежи»
- 2008 — премия «Love Radio Awards» в номинации «Хит года»
- 2009 — премия «ZD Music Awards» в номинации «Поп-музыка».[13]

## Санкции
7 января 2023 года, из-за вторжения России на Украину, внесён в санкционный список Украины против лиц «которые публично призывают к агрессивной войне, оправдывают и признают законной вооруженную агрессию РФ против Украины, временную оккупацию территории Украины». Предполагается блокировка активов на территории страны, приостановка выполнения экономических и финансовых обязательств, прекращение культурных обменов и сотрудничества, лишение украинских госнаград.